# Snuitvlinder (tandvlinder)
De snuitvlinder (Pterostoma palpina) is een vlinder uit de familie van de tandvlinders (Notodontidae), die verspreid over Europa voorkomt, tot aan Centraal Azië. Hij heeft een spanwijdte van 35 tot 52 millimeter. De vlinder overwintert als pop in de strooisellaag onder de waardplant.
Het uiterlijk van de imago doet denken aan een stukje hout, waarbij de grote palpen opvallen, waaraan de vlinder, overigens net als de dagvlinder met de naam snuitvlinder, zijn naam dankt.

## Waardplanten
De waardplanten van de snuitvlinder zijn wilgen en populieren.

## Voorkomen in Nederland en België
De snuitvlinder is in Nederland en België een gewone soort die verspreid over het hele gebied voorkomt. Hij vliegt van begin april tot begin september.

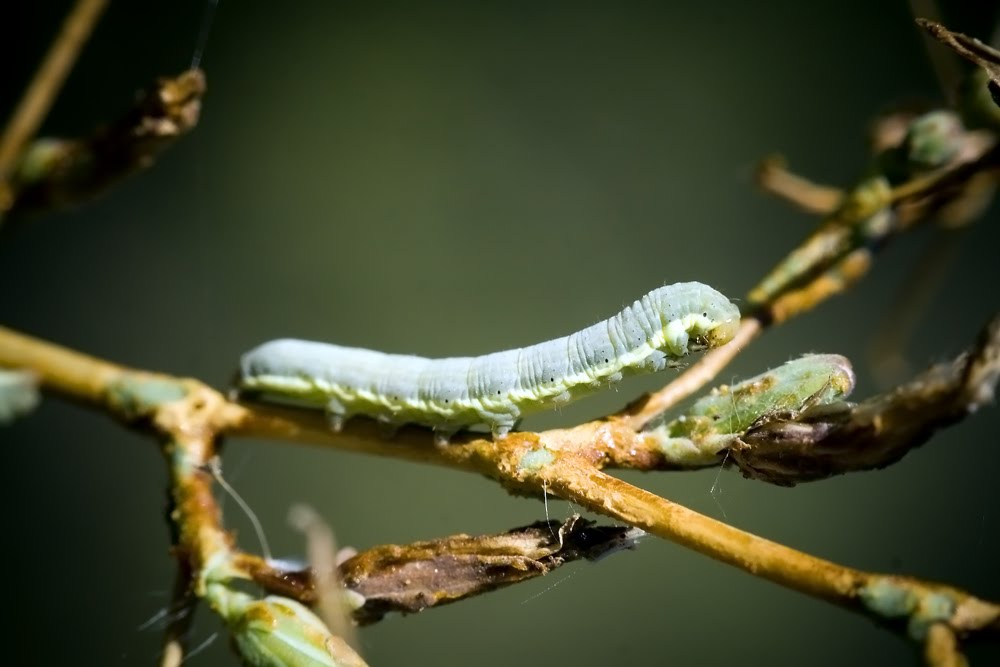
Rups